# ロイヤルリムジン
ロイヤルリムジン株式会社（英: Royal Limousine Inc.）は、東京都を中心としたタクシー事業者である。アイビーアイの100%子会社である。

## 概要
2008年（平成20年）に創業。一部のグループ会社を除き東京都23区・武蔵野市・三鷹市（特別区・武三交通圏）を営業エリアとする。主に独自営業する同業他社を中心に買収しグループを拡大していった。その経緯から、大手事業者に提携する事業者を買収したものを除き基本的には独自営業となっている。
2022年（令和4年）11月14日の特別区・武三交通園のタクシー運賃の一斉値上げの際、同グループの2社（ロイヤルリムジン、ジャパンプレミアム東京）は値上げに応じなかった。このことから11月29日に運賃変更命令を含む一切の不利益処分に対する仮の差し止めの申し立て及び差止訴訟の提起を行った。2023年（令和5年）3月6日東京地裁は事業者への影響などについて検討が不十分だったとして「裁量権の範囲の逸脱・乱用が一応認められる」として一時的に差し止める決定を2月28日付で下した。効力は2社が差し止めを求めて起こした訴訟の判決言い渡しから60日が経過するまでとしている。ただし訴訟が最高裁で退けられたため2025年（令和7年）3月24日に運賃改定を予定している。
2023年（令和5年）3月には、独自営業していた山城交通（板橋区坂下）、2022年（令和4年）8月にタクシー事業から撤退した日の丸自動車提携の幸裕自動車（荒川区西尾久）、および2021年（令和3年）7月に営業を休止していた東京無線所属の高円寺交通（杉並区高円寺南）の営業権を取得した。続いて同年12月にはチェッカーキャブ所属の品川交通（品川区北品川）を買収、2024年（令和6年）春にチェッカーキャブを脱退しZの品川営業所として改組する予定としている。また、2024年（令和6年）1月には大阪の朝日自動車グループ（大阪市住之江区）を傘下に入れた。同年9月にはコンドルタクシー（練馬区桜台）の全株式を取得した。

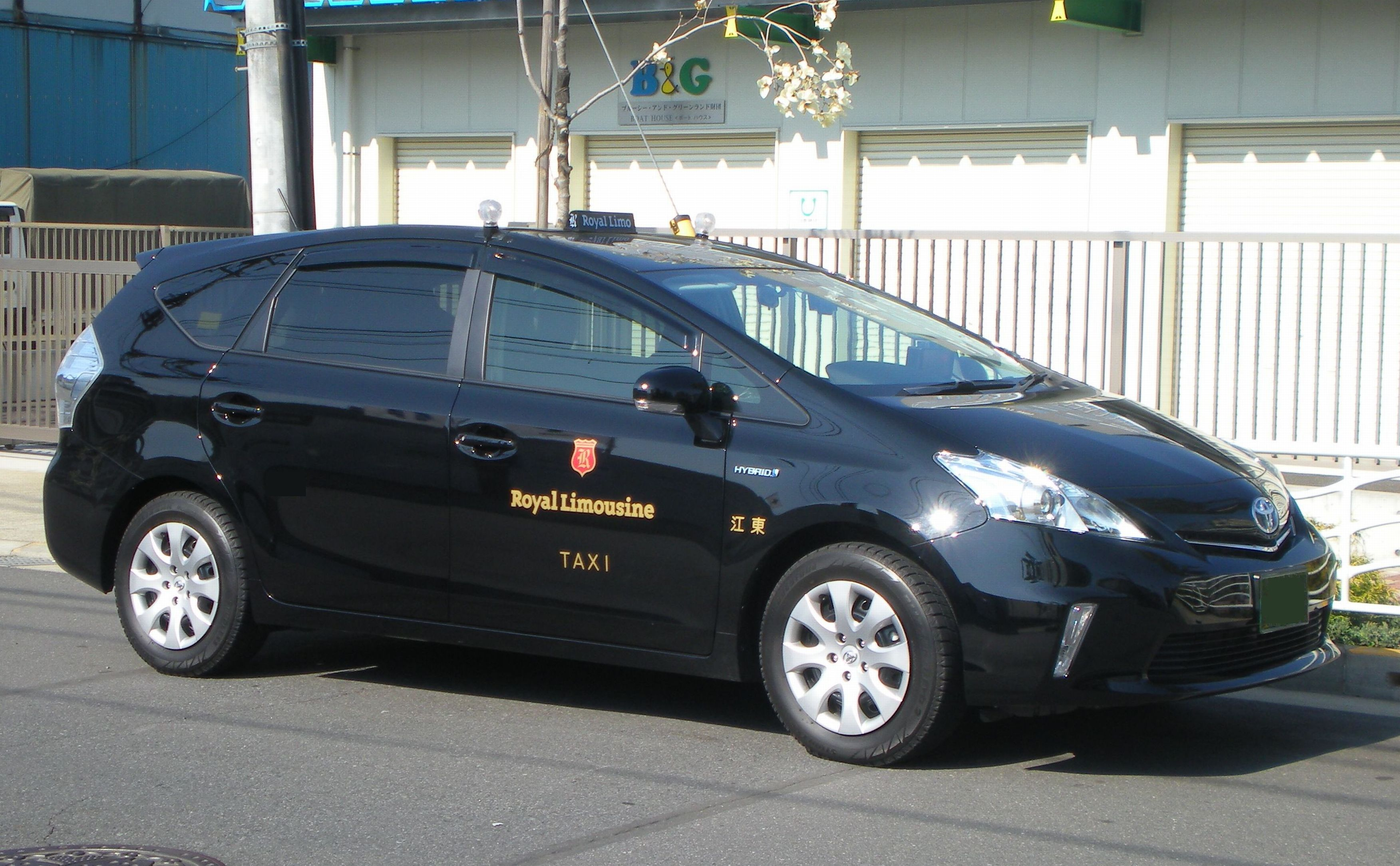
トヨタ・プリウスα

## グループ会社
グループ各社は一部を除き登記上の本社はロイヤルリムジンと同じ江東区亀戸となっている。また、ロイヤルリムジンはアイビーアイの100%子会社だがグループ各社は基本的にはロイヤルリムジンの100%子会社となっている。
| 交通圏 | 交通圏     | 社名・営業所           | 社名・営業所           | 所在地                     | 備考                                                                        |
| ------ | ---------- | ---------------------- | ---------------------- | -------------------------- | --------------------------------------------------------------------------- |
| 東京   | 特別区武三 | ロイヤルリムジン       | 本社営業所             | 江東区亀戸                 |                                                                             |
| 東京   | 特別区武三 | Z                      | 本社営業所             | 中央区銀座                 | 旧・ロイヤルリムジン東京                                                    |
| 東京   | 特別区武三 | Z                      | 品川営業所             | 品川区北品川               | 旧・品川交通                                                                |
| 東京   | 特別区武三 | Z                      | 五反田営業所           | 品川区西五反田             |                                                                             |
| 東京   | 特別区武三 | ジャパンプレミアム東京 | 銀座営業所             | 中央区銀座                 | 旧・東京シティエスコート                                                    |
| 東京   | 特別区武三 | 一二三交通自動車       | 練馬営業所             | 練馬区田柄                 | 営業権をひふみ交通自動車 より譲受                                           |
| 東京   | 特別区武三 | コンドルタクシー       | 本社営業所             | 練馬区桜台                 | 自社無線                                                                    |
| 東京   | 特別区武三 | 目黒自動車交通         | 目黒営業所             | 目黒区碑文谷               | 大和自動車交通提携 信和事業所属                                             |
| 東京   | 特別区武三 | 目黒自動車交通葛飾     | 葛飾営業所             | 葛飾区青戸                 | 大和自動車交通提携 信和事業所属                                             |
| 東京   | 特別区武三 | 関東自動車交通         | 本社営業所             | 江東区亀戸                 | 国際自動車提携 営業権は同名の旧会社より継承、法人格は旧・ジャパンプレミアム |
| 東京   | 特別区武三 | 関東自動車交通         | 江戸川営業所           | 江戸川区船堀               | 国際自動車提携 営業権は同名の旧会社より継承、法人格は旧・ジャパンプレミアム |
| 大阪   | 大阪市域   | 朝日自動車第一         | 朝日自動車第一         | 大阪市住之江区新北島       | 旧・朝日自動車グループ                                                      |
| 大阪   | 大阪市域   | 朝日自動車第二         | 朝日自動車第二         | 堺市南区稲葉               | 旧・朝日自動車グループ                                                      |
| 大阪   | 大阪市域   | 朝日自動車第三         | 朝日自動車第三         | 東大阪市菱江               | 旧・朝日自動車グループ                                                      |
| 兵庫   | 神戸市域   | 富士恵タクシー         | 富士恵タクシー         | 神戸市長田区長尾町         | 旧・恵タクシーおよび富士交通                                                |
| 兵庫   | 神戸市域   | オリエンタルタクシー   | 本社営業所             | 神戸市東灘区御影石町       |                                                                             |
| 兵庫   | 神戸市域   | オリエンタルタクシー   | 垂水営業所             | 神戸市垂水区名谷町字春日手 |                                                                             |
| 兵庫   | 神戸市域   | ファイブスタータクシー | 明石営業所             | 明石市魚住町住吉           | 旧・有馬交通・播州交通グループ                                              |
| 兵庫   | 神戸市域   | ファイブスタータクシー | 明石西営業所           | 明石市魚住町清水           | 旧・有馬交通・播州交通グループ                                              |
| 兵庫   | 東播磨     | ファイブスタータクシー | 三田営業所             | 三田市駅前町               | 旧・有馬交通・播州交通グループ                                              |
| 兵庫   | 東播磨     | ファイブスタータクシー | 加古川営業所           | 加古川市新神野             | 旧・有馬交通・播州交通グループ                                              |
| 兵庫   | 東播磨     | ファイブスタータクシー | 小野・加東・三木営業所 | 小野市浄谷町               | 旧・有馬交通・播州交通グループ                                              |

## 不祥事
- 2019年コロナウイルス感染症による社会・経済的影響による業績悪化でグループ会社を含む5社（当時）の全乗務員600人を解雇し、雇用保険の失業手当を受けるように勧め、終息後に再雇用する方針を示したが[31]、再雇用する方針のために受給資格を満たさないとされた[32]。最終的に解雇は撤回された[33]。